# Sigala-Gala (Halongonan)
Sigala-Gala is een bestuurslaag in het regentschap Padang Lawas Utara van de provincie Noord-Sumatra, Indonesië. Sigala-Gala telt 609 inwoners (volkstelling 2010).